# Erik Regtop
Hendrik Jan „Erik“ Regtop (* 16. Februar 1968 in Schoonebeek) ist ein ehemaliger niederländischer Fußballspieler und derzeitiger -trainer.

## Karriere
Erik Regtop spielte von 1985 bis 1996 als Stürmer in verschiedenen Vereinen der niederländischen Liga (Ajax Amsterdam, Telstar, FC Groningen, SC Heerenveen), bevor er zu seiner ersten Auslandsstation als Spieler bei Bradford City wechselte. Nach Jahren in Frankreich bei OGC Nizza und in der Schweiz beim FC St. Gallen wechselte er zum SC Austria Lustenau nach Österreich. Innerhalb Österreichs spielte er noch bei Schwarz-Weiß Bregenz und beim SCR Altach. 2005 beendete er seine Karriere als Profi und wechselte in die Schweiz zum Amateurverein FC Altstätten und 2007 zum FC Montlingen, wo er als Spielertrainer tätig war. Mit Beginn der Saison 2010/11 bis zum 27. September 2014 war er Trainer des SC Brühl St. Gallen. Seit April 2015 ist Erik Regtop Stürmertrainer beim FC Aarau. In seiner Fußballerkarriere absolvierte er 387 Spiele, in denen er 127 Tore schoss. Seit der Vorarlbergliga-Saison 2015/16 ist er Trainer beim FC Rot-Weiß Rankweil.
Erik Regtop veranstaltet auch Fußballcamps für Nachwuchsfußballer im Alter von sieben bis 15 Jahren.